# Velîka Zelena, Cemerivți
Velîka Zelena (în ucraineană Велика Зелена) este un sat în comuna Șîdlivți din raionul Cemerivți, regiunea Hmelnîțkîi, Ucraina.

## Demografie
Componența lingvistică a localității Velîka Zelena
     Ucraineană (99,29%)
     Alte limbi (0,71%)
Conform recensământului din 2001, majoritatea populației localității Velîka Zelena era vorbitoare de ucraineană (99,29%), existând în minoritate și vorbitori de alte limbi.